# John Dove Isaacs
John Dove Isaacs (28 de març de 1919 - 6 de juny de 1980) va ser un enginyer i oceanògraf estatunidenc.
Es va convertir en professor titular de la Universitat de Califòrnia a San Diego, que el va honrar pòstumament creant la càtedra John Dove Isaacs de filosofia natural.